# Götevi, Mjölby kommun
Götevi (numera Götevid) är en by i Vallerstads socken i Mjölby kommun i Östergötland. Byn omtalas i de skriftliga källorna första gången 6 januari 1352.
Byn ligger i en mycket gammal bygd med grannbyar som Hassla, på vars marker det stora gravfältet Lunds backe är beläget, och Narvered (belagt från 1307). Alla tre byarna var i högfrälsets händer redan i de äldsta beläggen från 1300-talet. I såväl Götevi som Narvered kan sannolika huvudgårdar beläggas under 1300-talet. Götevi, Hassla och Narvered hade under 1300-talet samma ägare.

## Namnet
Namnet kan syfta på en offerplats eller helgedom tillägnad Oden (av Gautr, Guiti som är en omskrivande benämning på Oden) eller avse *gøt 'utflöde, källa' alternativt betyda en offerplats som Götarna använde. Efterledet -vi betecknar offerplats eller helgedom. Inte långt från Götevi i grannsocken Styra finns byn Götala med ett namn som påminner mycket om Götevi.